# Școala Generală nr. 16 din Timișoara

Vedere a clădirii dinspre nord

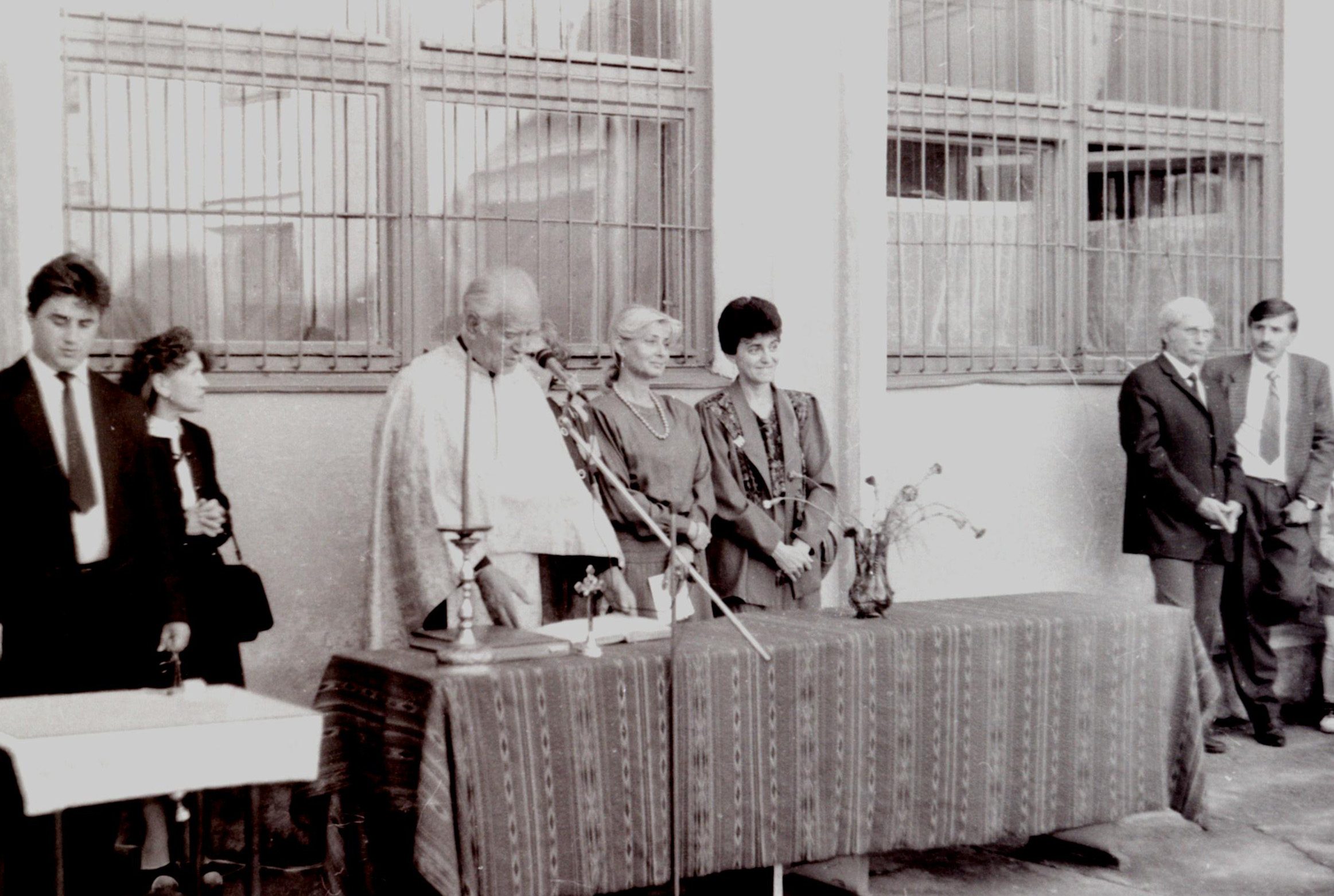
Festivitatea de deschidere a anului școlar 1992-1993. În centru, directoarea Maria Albu

Școala Generală nr. 16 din Timișoara a fost fondată în anii 1960, în contextul creșterii numărului de locuitori ai orașului, ca urmare a industrializării. Construcția a început probabil în anii 1962-1963, sub îndrumarea primului director, M. Suvagau. Între 1964 și 1965, instituția a funcționat sub numele de Școala Medie nr. 9. În 1965, au fost aduse clasele românești de la Liceul „Nikolaus Lenau”, iar documentele îl consemnează director pe Liviu Pop, profesor de limba română.
Începând cu anul școlar 1965-1966, director a devenit profesorul de matematică Igor Călugăru, care și-a pus amprenta asupra școlii. După cum avea să consemneze ulterior directoarea Maria Albu, Școala Generală nr. 16 era cunoscută în Timișoara drept „școala lui Călugăru”. Politicianul Ovidiu Ganț, elev al școlii și la râdul său profesor de matematică, îl evoca pe profesorul Igor Călugărul: «Erudiția, tactul, înțelegerea, rigoarea, dar și umorul fin și elegant îl caracterizau pe acest mare maestru al didacticii matematice. Țin minte, cum se adunau în afara orelor de curs copiii de la toate școlile din oraș la un așa numit cerc de matematică pe care îl conducea, numai pentru a putea avea parte și ei de ceea ce primeam noi din plin la cursuri. Cerându-ne concizie domnul profesor spunea: „Cine spune în jumătate de oră ce poate să spună și în 5 minute, este capabil și de ticăloșii mai mari”.»
În perioada 1965-1969, instituția de învățământ avea clase de toate nivelurile (I-VIII). După un experiment la începutul anilor 1970, învățământul cu zece clase (I-VIII+IX-X) s-a generalizat, astfel că până în 1990 au absolvit clasa a X-a în total 413 elevi în această școală. În ce privește numărul de absolvenți ai clasei a VIII-a, acesta a fluctuat, atingând maximul înainte de Revoluție în anul școlar 1981/1982 (293 de absolvenți în 8 clase), iar după Revoluție în 2002/2003 (212 absolvenți în 8 clase). În anul 2014/2015 au absolvit 100 de elevi școala, împăriți pe 4 clase.
În materie de predare a limbilor străine, în 1971 - 1972 a fost inițiat un proiect de colaborare cu profesori din Suedia în vederea predării englezei și francezei începând cu clasa a II-a, un rol important având profesoarele Felicia Dinu (de limba engleză) și Rodica Radu (profesoară de limba franceză). În perioada 1970 - 1976 și-au desfășurat practica pedagogică în cadrul școlii elevi ai Liceului Pedagogic din Timișoara și studenți ai Universității de Vest. Școala a avut colaborări internaționale cu Colegiul Pierre de Coubertin din Saint Jean de Braye (Franța) și cu cel din Effretikon (Elveția).
Printre absolvenții școlii se numără parlamentarul Ovidiu Ganț și arbitrul internațional Nicolae Grigorescu.